# Гольшанський Іван Юрійович
Іван Гольшанський (? — 30 серпня 1481) — найстарший син литовсько-руського православного князя Юрія Семеновича Гольшанського від кн. Юліани, схоже, доньки Олелька Володимировича Київського.  
Князь гольшанський (після 1457—1481) й дубровицький (1457—1481). Був одружений з княгинею Анною Михайлівною Чорторийською.
Страчений за участь у викритій змові проти Казимира IV Ягеллончика. Ф. Бельський втік до Москви, а Михайла Олельковича та Івана Юрійовича схопили, судили й четвертували. 